# 8月28日 (旧暦)
旧暦8月28日（きゅうれきはちがつにじゅうはちにち）は、旧暦8月の28日目である。六曜は大安である。

## できごと
- 康和元年（ユリウス暦1099年9月15日） - 地震と疫病のため承徳より康和に改元
- 暦応元年/延元3年（ユリウス暦1338年10月11日） - 北朝が建武より暦応に改元
- 貞享元年（グレゴリオ暦1684年10月7日） - 若年寄稲葉正休による大老堀田正俊刺殺事件
- 嘉永6年（グレゴリオ暦1853年9月30日） - 黒船から江戸湾を防衛する為、品川沖に沿岸砲台「御台場」の築城を開始
- 明治4年（グレゴリオ暦1871年10月12日） - 穢多・非人の称を廃止する身分解放令発布

## 誕生日
- 天保9年（グレゴリオ暦1838年10月16日） - 長与専斎、医学者・官僚（+ 1902年）

## 忌日
- 延暦4年（ユリウス暦785年10月5日） - 大伴家持、歌人（* 718年）
- 建長5年（ユリウス暦1253年9月22日） - 道元[1]、曹洞宗開祖（* 1200年）
- 慶長2年（グレゴリオ暦1597年10月9日） - 足利義昭、室町幕府15代将軍（* 1537年）
- 慶長5年（グレゴリオ暦1600年10月5日） - 町田久倍、武士（* 不明）
- 慶長7年（グレゴリオ暦1602年10月13日） - 於大の方（伝通院）、徳川家康の生母（* 1528年）
- 寛永15年（グレゴリオ暦1638年10月5日） - 荒木又右衛門、剣術家（* 1599年）
- 貞享元年（グレゴリオ暦1684年10月7日） - 堀田正俊、江戸時代の大名、大老（* 1634年）
- 貞享元年（グレゴリオ暦1684年10月7日） - 稲葉正休、江戸時代の大名、若年寄（* 1640年）
- 慶応4年（グレゴリオ暦1868年10月13日） - 橘曙覧、歌人（* 1812年）